# Mike Musyoki
Mike Musyoki (Kenia, 28 de mayo de 1956) es un atleta keniano retirado, especializado en la prueba de 10000 m en la que llegó a ser medallista de bronce olímpico en 1984.

## Carrera deportiva
En los JJ. OO. de Los Ángeles 1984 ganó la medalla de bronce en los 10000 metros, con un tiempo de 28:06.46 segundos, llegando a meta tras el italiano Alberto Cova y el británico Mike McLeod.